# Jump the Gun (groupe)
Jump the Gun est un groupe de pop irlandais. Il est le représentant de l'Irlande au Concours Eurovision de la chanson 1988 avec Take Him Home.

## Histoire
Les membres du groupe ont tous fait partie de groupes de show irlandais dans les années 1980. Taylor a connu le succès en Irlande au début des années 1980 en tant que membre du groupe Roy Taylor, Karen Black and the Nevada. Ciaran Wilde rejoint le groupe peu avant l'Eurovision en 1988.
Le groupe est choisi pour le Concours Eurovision à l'issue d'une émission de télévision. La chanson finit 8e du concours avec 79 points.